# ۱۲۵۰ (قمری)
۱۲۵۰ (قمری)، هزار و دویست و پنجاهمین سال در گاهشماری هجری قمری است. اول محرم این سال برابر با دهم مه سال ۱۸۳۴ میلادی است.

## وابسته
- شیخ هادی نجم‌آبادی